# Jak Crawford
Carlton Jakston „Jak” Crawford (Charlotte (Észak-Karolina), 2005. május 2. –) amerikai autóversenyző, az Aston Martin versenyzői akadémia tagja és az FIA Formula–2 bajnokságban a DAMS Lucas Oil versenyzője.

## Pályafutása

### Gokart
2011-ben kezdte gokartos karrierjét Houstonban. Leginkább észak-amerikai bajnokságokban szerepelt. Az első tengerentúli versenye a 2014-es Rok Cup International Championshipben történt meg. Még csak 9 éves volt, de így is 2. helyen végzett.

### Formula–4
Crawford 2018-ban debütált a NACAM Formula 4 Championship szériában Scuderia Martiga EG csapatban. Hat futamot nyert meg, nyolcszor állt dobogón, így 2. helyen végzett Manuel Sulaimán mögött.
Versenyzett a német és olasz Formula–4-ben is 2020-ban, de a Covid-19-pandémia miatt csak pár versenyen tudott részt venni. Később a Van Amersfoort Racing csapatához igazolt, ahol Red Bull Junior Team kollégája Jonny Edgar lett a csapattársa. Az ADAC Formula 4-bajnokságot 2. helyen zárta mindössze 2 ponttal Edgar mögött, míg Olaszországban a 6. helyen zárt, úgy hogy két hétvégét is ki kellett hagynia.

### Road to Indy

#### U.S. F2000
2019 áprilisában csatlakozott a DEForce Racing csapatához, hogy részt vehessen beugró pilótaként, hiszen még nem volt elég idős a szezon kezdetén. Júliusban váltott a Cape Motorsports csapatra, hogy versenyezzen az utolsó öt versenyhétvégén. Végül 7. helyen zárta a bajnokságot.

### Euroformula Open
2021 márciusában bejelentették, hogy Crawford a Motopark csapatával fog részt venni az Euroformula Open 2021-es idényben, az F3 mellett.

### Formula–3
2020 októberében teljesítette a szezonvégi teszteket Catalunyában a Hitech csapattal. Ugyanebben a hónapban részt vett a jerezi teszten is, majd később bejelentették, hogy le is igazolták a 2021-es szezonra.
2022 januárjában részt vett a Formula Regionális Ázsia-bajnokságban a Prema kötelékében.
Novemberben csatlakozott a Prema csapatához az év végi tesztekre. 2022 januárjában pedig be is jelentették, hogy a csapat pilótája lesz a 2022-es szezonra.

### Formula–1
2020 elején bejelentették, hogy Red Bull Junior Team tagja lett. Négy évig volt a Red Bull alkalmazásában, majd 2024 februárjában az Aston Martin szerződtette az akadémiájára és hivatalos tesztpilótának.

## Eredményei

### Karrier összefoglaló
| Szezon  | Bajnokság                                 | Csapat                    | Verseny     | Győzelem    | Pole        | Leggyorsabb kör | Dobogós helyezés | Pont        | Helyezés    |
| ------- | ----------------------------------------- | ------------------------- | ----------- | ----------- | ----------- | --------------- | ---------------- | ----------- | ----------- |
| 2018–19 | Észak- és Közép-Amerikai Formula–4        | Scuderia Martiga EG       | 20          | 6           | 3           | 12              | 14               | 322         | 2.          |
| 2019    | US F2000-bajnokság                        | DEForce Racing            | 7           | 0           | 0           | 0               | 0                | 183         | 7.          |
| 2019    | US F2000-bajnokság                        | Cape Motorsports          | 6           | 0           | 0           | 0               | 0                | 183         | 7.          |
| 2020    | Német Formula–4                           | Van Amersfoort Racing     | 21          | 5           | 4           | 5               | 12               | 298         | 2.          |
| 2020    | Olasz Formula–4                           | Van Amersfoort Racing     | 14          | 2           | 1           | 0               | 7                | 150         | 6.          |
| 2021    | Formula–3                                 | Hitech Grand Prix         | 20          | 0           | 0           | 0               | 1                | 45          | 13.         |
| 2021    | Euroformula Open                          | Team Motopark             | 16          | 8           | 4           | 12              | 10               | 304         | 3.          |
| 2022    | Formula Regionális Ázsia-bajnokság        | Abu Dhabi Racing by Prema | 15          | 0           | 0           | 1               | 3                | 113         | 6.          |
| 2022    | Formula–3                                 | Prema Racing              | 18          | 1           | 0           | 2               | 5                | 109         | 7.          |
| 2023    | Formula Regionális Közel-keleti bajnokság | Hitech Grand Prix         | 3           | 0           | 0           | 0               | 0                | 4           | 28.         |
| 2023    | Formula–2                                 | Hitech Pulse-Eight        | 26          | 1           | 1           | 0               | 5                | 57          | 13.         |
| 2024    | Formula–2                                 | DAMS Lucas Oil            | 28          | 1           | 0           | 1               | 6                | 125         | 5.          |
| 2025    | Formula–2                                 | DAMS Lucas Oil            | 0           | 0           | 0           | 0               | 0                | 0           | HN          |
| 2025    | Formula–1                                 | Aston Martin              | Tesztpilóta | Tesztpilóta | Tesztpilóta | Tesztpilóta     | Tesztpilóta      | Tesztpilóta | Tesztpilóta |

* A szezon jelenleg is zajlik.

### Teljes FIA Formula–3-as eredménysorozata
(Táblázat értelmezése)

(Félkövér: pole-pozícióból indult; dőlt: leggyorsabb kört futott) 

| Év   | Csapat            | 1          | 2         | 3          | 4          | 5          | 6          | 7          | 8          | 9          | 10         | 11         | 12         | 13         | 14         | 15         | 16        | 17        | 18        | 19         | 20        | 21        | Helyezés | Pont |
| ---- | ----------------- | ---------- | --------- | ---------- | ---------- | ---------- | ---------- | ---------- | ---------- | ---------- | ---------- | ---------- | ---------- | ---------- | ---------- | ---------- | --------- | --------- | --------- | ---------- | --------- | --------- | -------- | ---- |
| 2021 | Hitech Grand Prix | ESP SP1 13 | ESP SP2 9 | ESP FEA 14 | FRA SP1 11 | FRA SP2 14 | FRA FEA 10 | AUT SP1 8  | AUT SP2 Ki | AUT FEA 26 | HUN SP1 26 | HUN SP2 20 | HUN FEA 15 | BEL SP1 2  | BEL SP2 12 | BEL FEA 12 | NED SP1 4 | NED SP2 8 | NED FEA 7 | RUS SP1 11 | RUS SP2 T | RUS FEA 5 | 13.      | 45   |
| 2022 | Prema Racing      | BHR SPR 27 | BHR FEA 7 | IMO SPR 3  | IMO FEA 2  | ESP SPR 2  | ESP FEA 6  | GBR SPR 10 | GBR FEA 6  | AUT SPR 1  | AUT FEA 22 | HUN SPR 20 | HUN FEA 5  | BEL SPR 11 | BEL FEA 17 | NED SPR 9  | NED FEA 6 | ITA SPR 7 | ITA FEA 3 |            |           |           | 7.       | 109  |

### Teljes FIA Formula–2-es eredménysorozata
(Táblázat értelmezése)

(Félkövér: pole-pozícióból indult; dőlt: leggyorsabb kört futott) 

| Év   | Csapat            | 1          | 2          | 3          | 4          | 5          | 6          | 7          | 8         | 9          | 10         | 11         | 12         | 13         | 14         | 15         | 16         | 17         | 18         | 19         | 20         | 21         | 22        | 23         | 24          | 25         | 26         | 27        | 28         | Helyezés | Pont |
| ---- | ----------------- | ---------- | ---------- | ---------- | ---------- | ---------- | ---------- | ---------- | --------- | ---------- | ---------- | ---------- | ---------- | ---------- | ---------- | ---------- | ---------- | ---------- | ---------- | ---------- | ---------- | ---------- | --------- | ---------- | ----------- | ---------- | ---------- | --------- | ---------- | -------- | ---- |
| 2023 | Hitech Grand Prix | BHR SPR 14 | BHR FEA 12 | KSA SPR 9  | KSA FEA 15 | AUS SPR 2  | AUS FEA Ki | AZE SPR 3  | AZE FEA 9 | MON SPR 3  | MON FEA 9  | ESP SPR Ki | ESP FEA 13 | AUT SPR 1  | AUT FEA 8  | GBR SPR 14 | GBR FEA 10 | HUN SPR 14 | HUN FEA 17 | BEL SPR 14 | BEL FEA Ki | NED SPR Ki | NED FEA 3 | ITA SPR 13 | ITA FEA 16† | UAE SPR 12 | UAE FEA 10 |           |            | 13.      | 57   |
| 2024 | DAMS Lucas Oil    | BHR SPR 2  | BHR FEA Ki | KSA SPR 5  | KSA FEA 4  | AUS SPR 9  | AUS FEA 10 | IMO SPR 14 | IMO FEA 7 | MON SPR 13 | MON FEA Ki | ESP SPR 4  | ESP FEA 1  | AUT SPR 6  | AUT FEA 10 | GBR SPR 6  | GBR FEA 3  | HUN SPR 9  | HUN FEA 17 | BEL SPR 5‡ | BEL FEA 3  | ITA SPR 6  | ITA FEA 9 | AZE SPR 2  | AZE FEA 8‡  | QAT SPR 2  | QAT FEA Ki | UAE SPR 8 | UAE FEA Ki | 5.       | 125  |
| 2025 | DAMS Lucas Oil    | AUS SPR Ki | AUS FEA T  | BHR SPR 12 | BHR FEA 16 | KSA SPR Ki | KSA FEA 2  | IMO SPR 1  | IMO FEA 6 | MON SPR 4  | MON FEA 1‡ | ESP SPR 4  | ESP FEA 4  | AUT SPR Ni | AUT FEA 3  | GBR SPR 6  | GBR FEA 1  | BEL SPR 10 | BEL FEA 17 | HUN SPR 3  | HUN FEA 3  | ITA SPR    | ITA FEA   | AZE SPR    | AZE FEA     | QAT SPR    | QAT FEA    | UAE SPR   | UAE FEA    | 2.*      | 137* |

* A szezon jelenleg is zajlik.
† A versenyt nem fejezte be, de helyezését értékelték, mert a versenytáv több, mint 90%-át teljesítette.
‡ A versenyen csökkentett pontszámokat osztottak.